# Anna Hlohovská (1271)
Anna Hlohovská (německy Anna von Schlesien-Glogau; 1250/52 – 25. června 1271, Mnichov) byla bavorská vévodkyně a rýnská falckraběnka ze slezské větve dynastie Piastovců.

## Život
Narodila se jako jedno z mnoha dětí hlohovského vévody Konráda I. a Salomeny, dcery velkopolského knížete Vladislava Odoniče. 24. srpna 1260 se v Heidelbergu stala druhou manželkou bavorského vévody Ludvíka II. Svou první manželku v žárlivosti zavraždil. Sňatek měl sblížit Ludvíka s Přemyslem Otakarem II., který byl tou dobou bez potomstva a Annin otec byl jeho příbuzným a spojencem. Anna porodila Ludvíkovi dvě dcery a syna, budoucího dědice. Zemřela v létě 1271 a byla pohřbena v cisterciáckém klášteře Fürstenfeld. Ludvík se o dva roky později znovu oženil.